# Антон Моравчик
Антон Моравчик (словац. Anton Moravčík, 3 червня 1931, Комарно — 12 грудня 1996, Братислава) — чехословацький футболіст, що грав на позиції півзахисника, зокрема, за клуб «Слован», а також національну збірну Чехословаччини.
Чемпіон Чехословаччини.

## Клубна кар'єра
У футболі дебютував 1952 року виступами за команду «Іскра» (Жиліна).
З 1953 по 1955 роки захищав кольори клубу УДА (Прага).
1956 року перейшов до клубу «Слован», за який відіграв 9 сезонів.
Разом забив 109 м'ячів в чемпіонаті Чехословаччини і потрапив до списку членів Клубу бомбардирів ліги.
Завершив професійну кар'єру футболіста виступами за австралійську команду «Сідней Прага» у 1966 році.

## Виступи за збірну
1952 року дебютував в офіційних матчах у складі національної збірної Чехословаччини. Протягом кар'єри у національній команді провів у її формі 25 матчів, забивши 10 голів.
Був присутній в заявці збірної на чемпіонаті світу 1958 року у Швеції, але на поле не виходив.
У складі збірної був учасником чемпіонату Європи 1960 року у Франції, на якому команда здобула бронзові нагороди. Зіграв лише в одному поєдинку — програному на Велодромі збірній СРСР (0-3). Цей матч став останнім в його міжнародній кар'єрі.
Разом зі збірною виграв Кубок Центральної Європи.
Помер 12 грудня 1996 року на 66-му році життя у Братиславі.

## Титули і досягнення
- Чемпіон Чехословаччини (1):

УДА (Прага): 1953